# Pavetta indica
Pavetta indica là một loài thực vật có hoa trong họ Thiến thảo. Loài này được Carl von Linné mô tả khoa học đầu tiên năm 1753.

## Hình ảnh

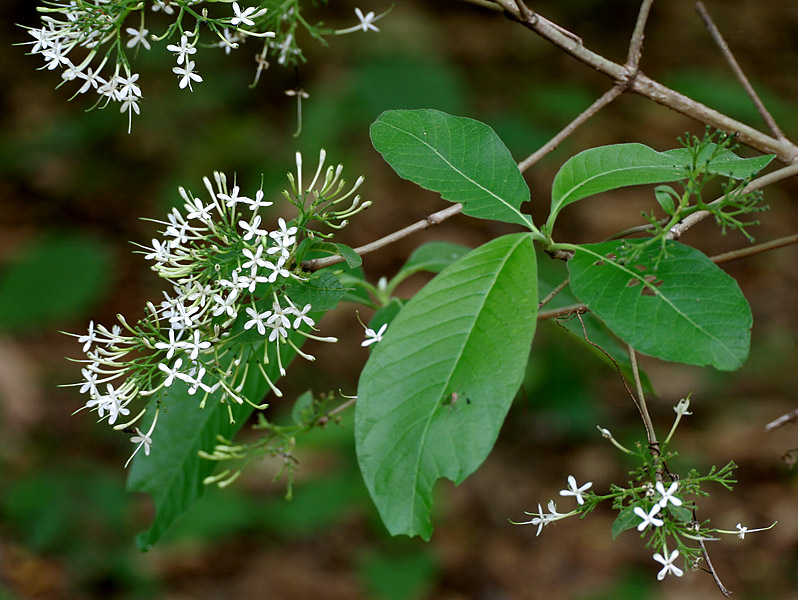
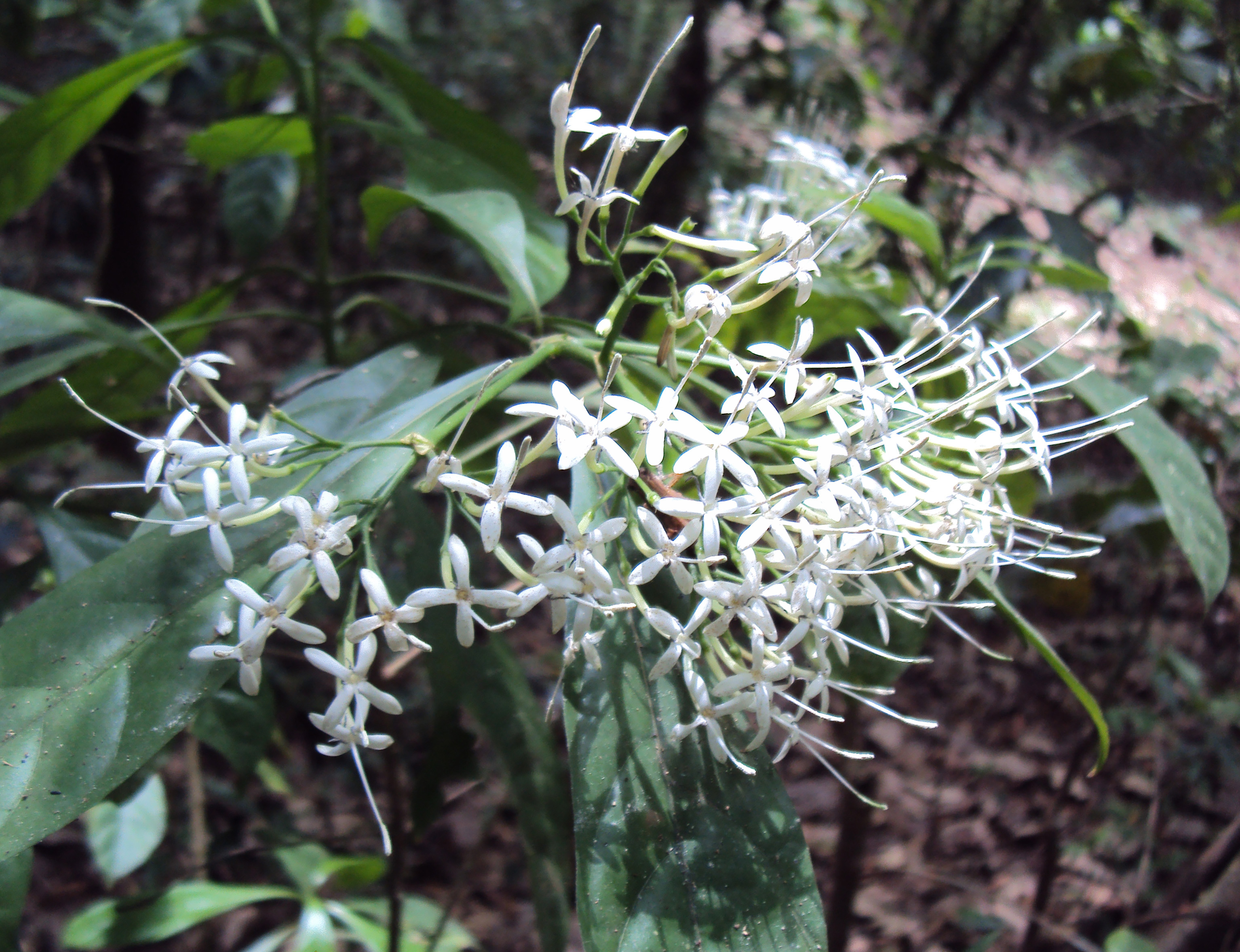
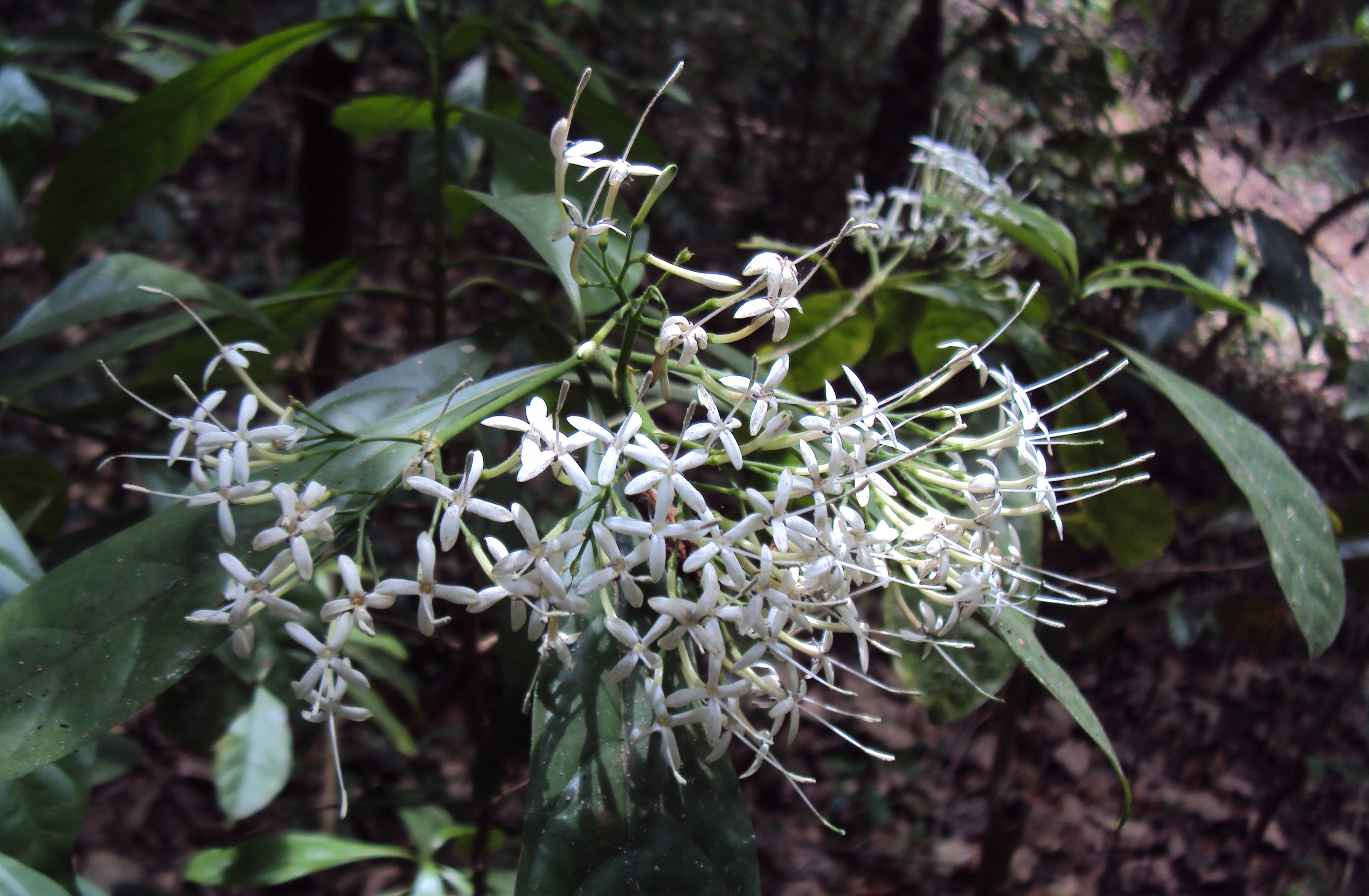
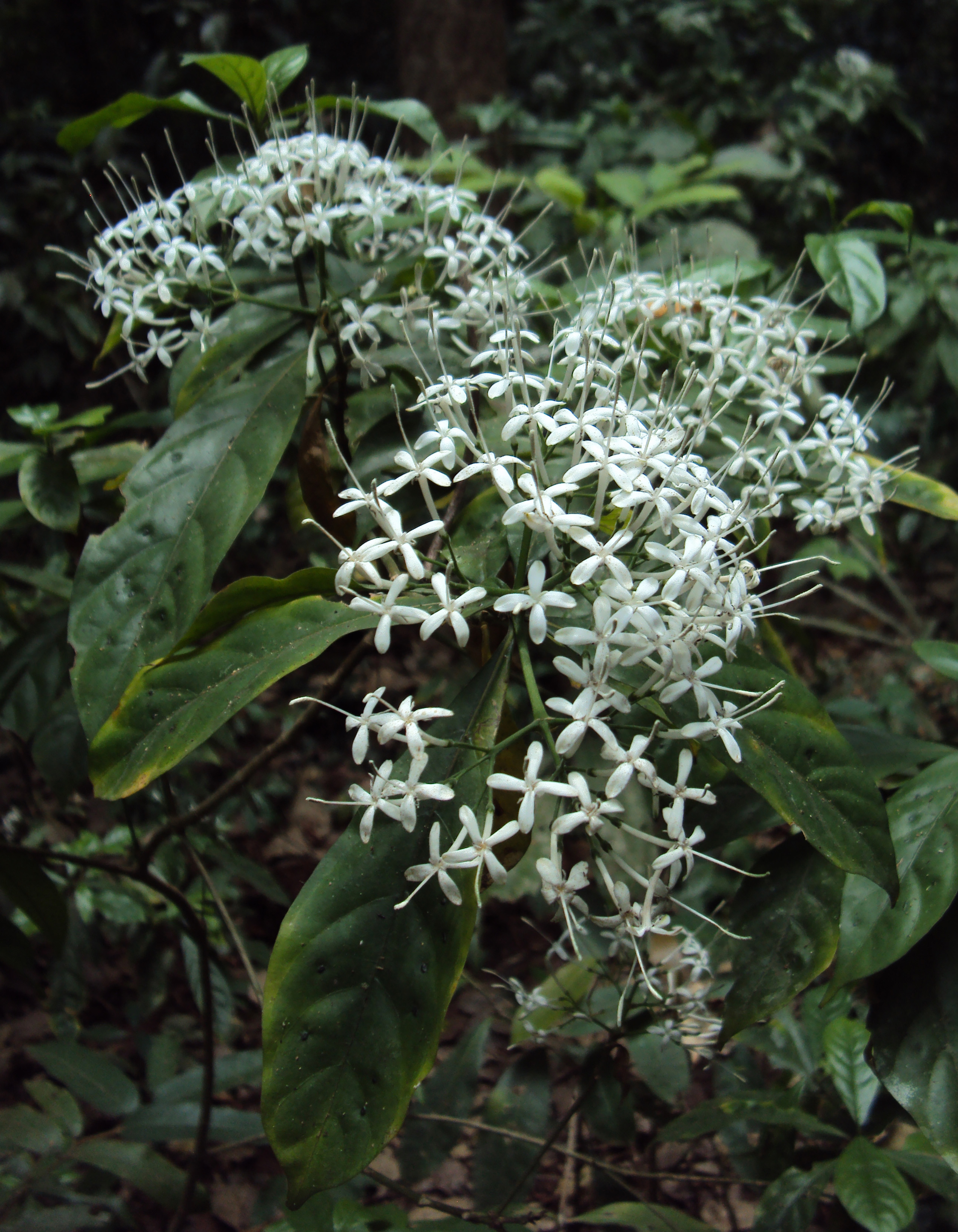